# Gadencourt
Gadencourt ist eine französische Gemeinde mit 365 Einwohnern (Stand 1. Januar 2022) im Département Eure in der Region Normandie (vor 2016 Haute-Normandie). Sie gehört zum Arrondissement Les Andelys (bis 2017 Évreux) und zum Kanton Pacy-sur-Eure.
Die Einwohner werden Gadencourtois genannt.

## Geographie
Gadencourt liegt etwa 18 Kilometer ostsüdöstlich von Évreux. Die Eure begrenzt die Gemeinde im Osten.

### Nachbargemeinden
Umgeben ist Gadencourt von den Nachbargemeinden Fains im Norden und Nordwesten, Hécourt im Osten und Nordosten, Merey im Süden sowie Le Plessis-Hébert im Westen.

## Bevölkerungsentwicklung
| 1962                       | 1968 | 1975 | 1982 | 1990 | 1999 | 2006 | 2018 |
| -------------------------- | ---- | ---- | ---- | ---- | ---- | ---- | ---- |
| 146                        | 161  | 181  | 144  | 280  | 343  | 389  | 380  |
| Quellen: Cassini und INSEE |      |      |      |      |      |      |      |

## Sehenswürdigkeiten
- Kirche Saint-Denis-et-Saint-Martin
- Friedhofskruzifix aus dem 15. Jahrhundert, Monument historique

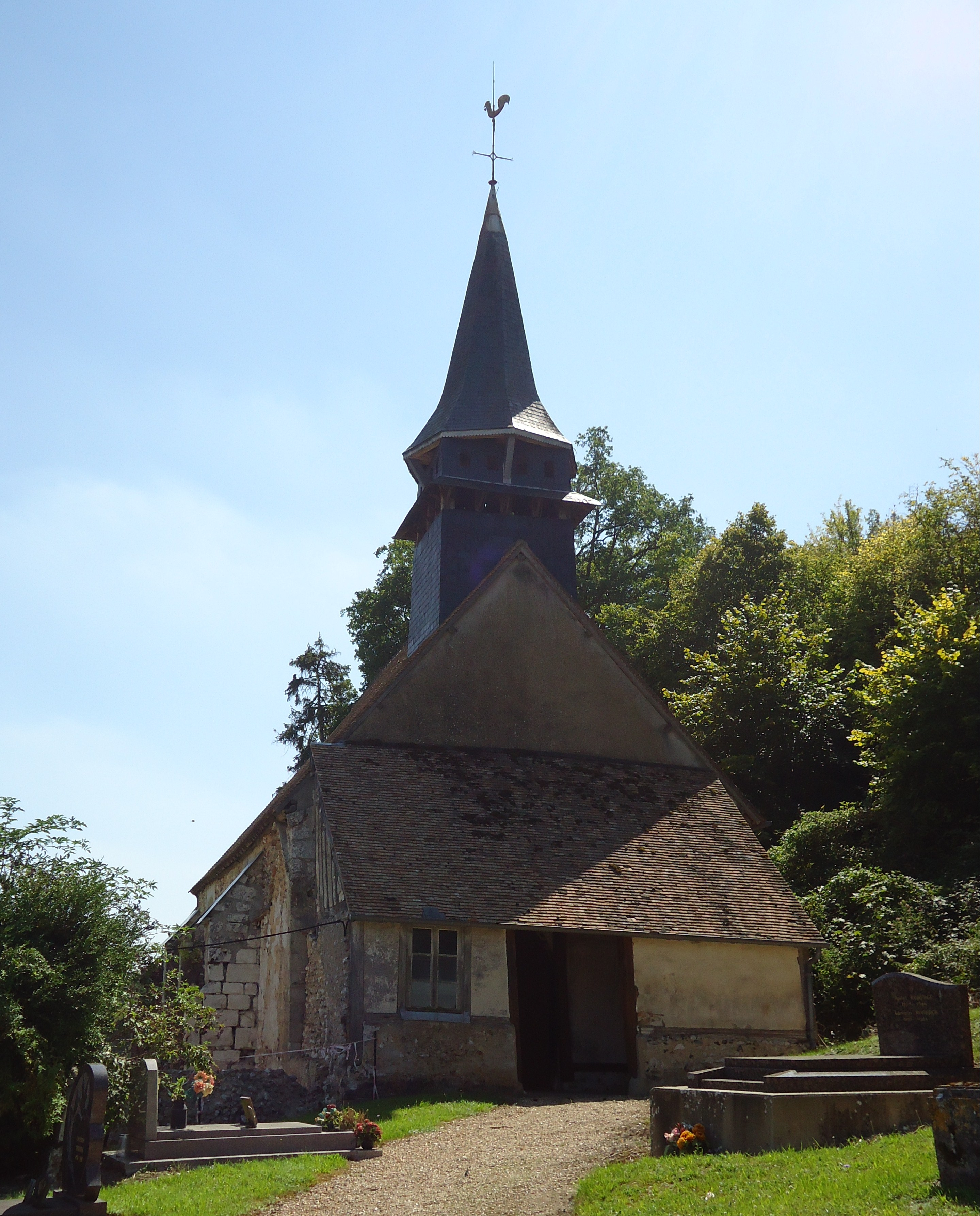
Kirche Saint-Denis-et-Saint-Martin
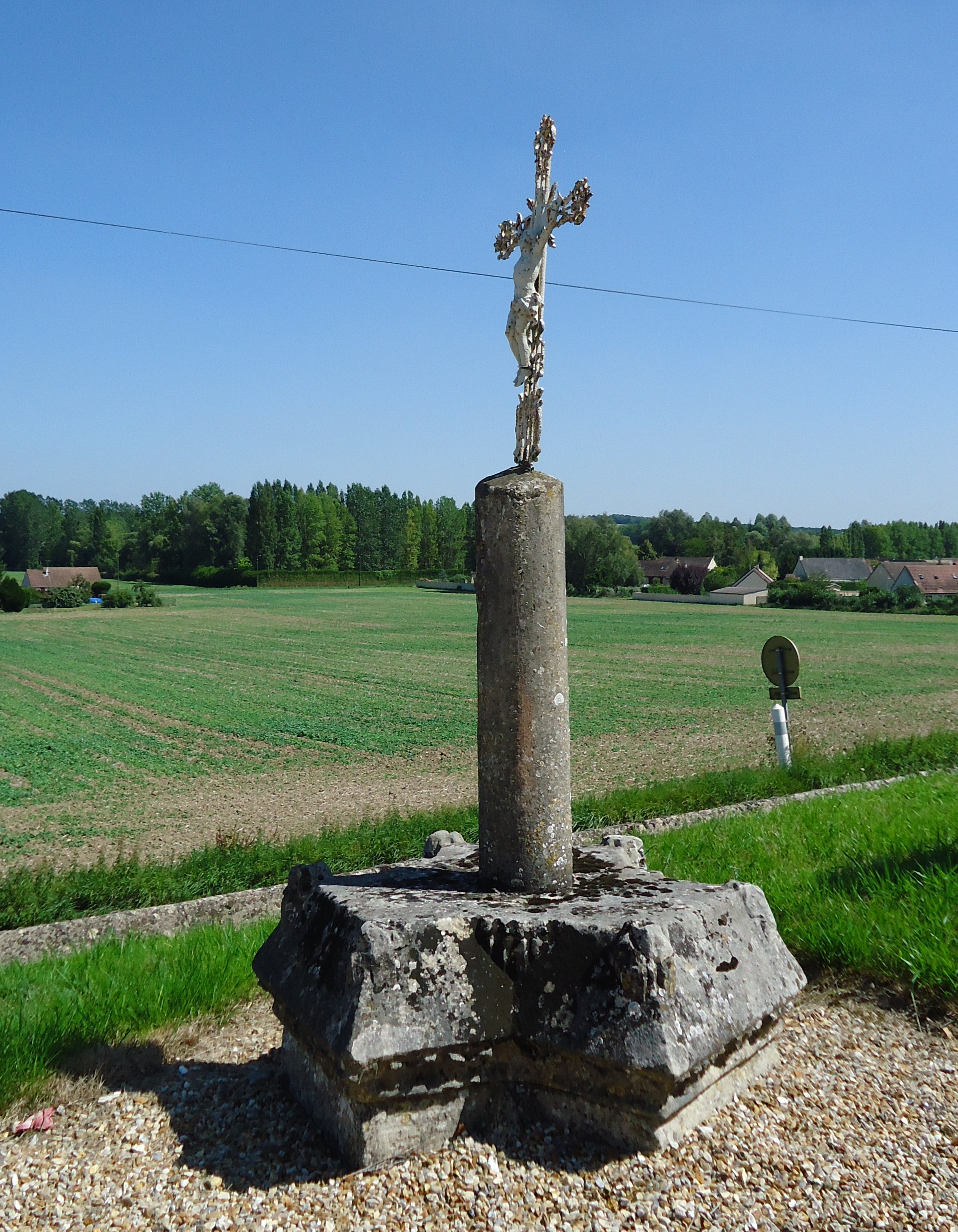
Friedhofskreuz